# Лавандиновое масло

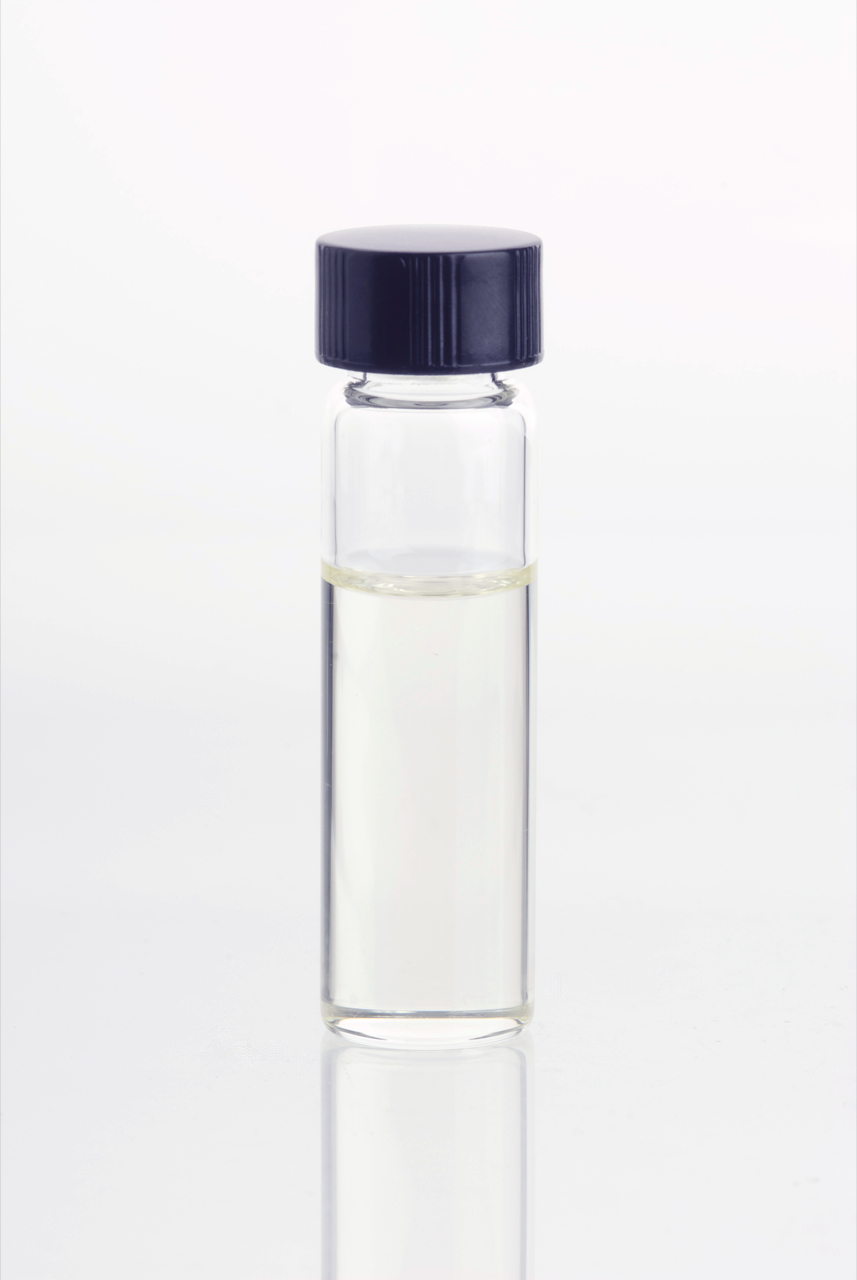
Лавандиновое масло

Лавандиновое масло — эфирное масло, содержится в цветущих соцветиях лавандина (Лаванда гибридная (Lavandula x intermedia)), плантации которого выращивают во Франции, Италии, Югославии, Великобритании, США, Крыму и Индии.

## Свойства
Лавандиновое масло — бесцветная или желтоватая жидкость, обладающая запахом лаванды с камфорным оттенком и пряным вкусом.
Растворимо в этаноле (1:4 в 70%-м), бензилбензоате, диэтилфталате, растительных маслах, пропиленгликоле; нерастворимо в воде и глицерине.
| {\displaystyle {\mbox{d}}_{20}^{20}} | {\displaystyle [{\mbox{n}}]_{\mbox{D}}^{20}} | {\displaystyle [\alpha ]_{\mbox{D}}^{20}} | Кислотное число | Эфирное число | ЛД50, г/кг                                |
| ------------------------------------ | -------------------------------------------- | ----------------------------------------- | --------------- | ------------- | ----------------------------------------- |
| 0,882 ÷ 0,987                        | 1,459 ÷ 1,466                                | -2 ÷ -7                                   | не более 1      | 80 ÷ 105      | > 5 крысы (перорально), кролики (накожно) |

## Химический состав
В состав масла входят оцимен, аллооцимен, γ-терпинен, лимонен, фелландрен, α- и β-пинены, 3-карен, камфен, сабинен, бисаболен, α-сантален, кариофиллен, кадинен, фарнезен, гексанол и его эфиры, октанол и его эфиры, терпинеол и его эфиры, нерол и его эфиры, лавандулол и его эфиры, перилловый спирт, цинеол, гексаналь, куминовый альдегид, карвон, камфора, криптон, уксусная, масляная капроновая кислоты и другие компоненты.

## Получение
Получают из цветущих соцветий путём перегонки с паром, выход масла 0,7 — 0,8%.
Основные производители — Франция и Италия.

## Применение
Вследствие меньшей стоимости, обусловленной высокой урожайностью, конкурирует с лавандовым маслом, несмотря на более грубый запах (из-за большего содержания камфоры).
Применяют как компонент парфюмерных композиций, отдушек для мыла, моющих средств, косметических изделий и некоторых товаров бытовой химии.